# اچ‌ام‌اس نیویورک (۹۰)
اچ‌ام‌اس نیویورک (۹۰) (به انگلیسی: HMS York (90)) یک کشتی بود که طول آن ۵۷۵ فوت (۱۷۵٫۳ متر) بود. این کشتی در سال ۱۹۲۸ ساخته شد.